# La Femme de l'aviateur
Série Comédies et Proverbes
Le Beau Mariage
(1982)
Pour plus de détails, voir Fiche technique et Distribution.
La Femme de l'aviateur est un film français réalisé en 1980 par Éric Rohmer et sorti en 1981. C'est le premier volet du cycle de films Comédies et Proverbes, auquel Rohmer a ajouté cinq autres œuvres jusqu'en 1987. Un jour, à Paris, autour du parc des Buttes-Chaumont, plusieurs jeunes gens se croisent, entretenant entre eux des relations amoureuses actuelles, passées ou simplement imaginaires. Le proverbe qui sert de sous-titre au film est le suivant : « On ne saurait penser à rien ».

## Synopsis
François, employé de La Poste à Paris, termine son travail au petit matin et, avant de rentrer se coucher, veut déposer un petit mot chez Anne, l'élue de son cœur. Entre-temps, Christian, l'amant d'Anne, vient glisser une lettre sous la porte de celle-ci qui, éveillée, le fait entrer. Christian est le pilote d'aviation dont elle n'avait pas de nouvelles depuis trois mois et il désire mettre fin à leur liaison, car il va désormais vivre avec sa femme à Paris. Anne doit partir travailler et elle quitte son domicile en compagnie de Christian. C'est à ce moment-là que François les aperçoit dans la rue. Amoureux transi et jaloux, et connaissant un peu l'histoire d'Anne et de Christian, il va exaspérer celle-ci en voulant à tout prix savoir ce qui se passe. Anne, désorientée, lui demande de lui faire confiance et l'éconduit. C'est alors qu'en quittant Anne, François reconnaît, à la terrasse d'un café, l'aviateur en compagnie d'une femme. Il les suit en empruntant le même bus qu'eux jusqu'au Parc des Buttes-Chaumont où ils descendent. Tout en surveillant le couple qui déambule dans le parc, François noue la conversation avec Lucie, une jeune passagère qui était aussi dans le bus et qui, curieuse, était déjà intriguée par son étrange comportement. François finit par lui avouer pourquoi il suit le couple. Ils échafaudent ensemble divers scénarios jusqu'à ce que le couple entre dans l'immeuble d'un avocat. Ils se postent dans un café en face de l'immeuble, mais le couple tarde à en ressortir et Lucie doit partir. Elle demande à François de la tenir informée des suites de l'histoire, car, piquée au jeu, elle est aussi perplexe que lui : l'aviateur et celle qu'ils prennent pour sa femme, consultent-ils l'avocat pour leur divorce ou pour une autre raison ?

## Fiche technique
- Titre : La Femme de l'aviateur ou « On ne saurait penser à rien », antithèse de l'œuvre d'Alfred de Musset, On ne saurait penser à tout
- Réalisation : Éric Rohmer
- Scénario et dialogues : Éric Rohmer
- Photographie : Bernard Lutic
- Cadre : Romain Winding
- Son : Georges Prat, Gérard Lecas
- Mixage son : Dominique Hennequin
- Musique : Jean-Louis Valero
- Chanson : Paris m'a séduit, paroles et musique d'Éric Rohmer, interprétée par Arielle Dombasle
- Montage : Cécile Decugis
- Production : Margaret Ménégoz
- Société de production : Les Films du losange, Compagnie Éric Rohmer
- Société de distribution : Gaumont Distribution
- Pays d'origine :  France
- Langue originale : français, anglais, allemand
- Principaux lieux de tournage à Paris :
  - Gare de Paris-Est (10e)
  - Rue Rennequin (17e)
  - Parc des Buttes-Chaumont, Rue Armand-Carrel, Rue Cavendish (19e)
- Format : couleur (Eastmancolor) — 16 mm[1] — 1,33:1 — son monophonique
- Durée : 94↔107[2] minutes
- Genre : comédie dramatique
- Date de sortie : France, 4 mars 1981
- (fr) Mentions CNC : tous publics, Art et Essai (visa d'exploitation no 53033 délivré le 4 mars 1981)
- Restauration : Lumières numériques (2015)

## Distribution
- Philippe Marlaud : François
- Marie Rivière : Anne
- Anne-Laure Meury : Lucie
- Mathieu Carrière : Christian
- Philippe Caroit : le copain de François
- Rosette : la concierge
- Fabrice Luchini : Mercillat
- Coralie Clément : la collègue d'Anne
- Lisa Hérédia : l'amie d'Anne
- Mary Stephen : la touriste aux Buttes Chaumont
- Haydée Caillot : la femme blonde
- Neil Chan : le touriste aux Buttes Chaumont

## Le nouveau cycle desComédies et Proverbes
Avec les Six contes moraux, Éric Rohmer avait déjà réalisé de 1962 à 1972 un cycle de films dans lequel six films étaient placés sous un thème commun. La Femme de l'aviateur marque le début de son deuxième cycle, également composé de six films, Comédies et Proverbes, qui est suivi dans les années suivantes par Le Beau mariage (1982), Pauline à la plage (1983), Les Nuits de la pleine lune (1984), Le Rayon vert (1986) et L'Ami de mon amie (1987). L'une des raisons de ce nouveau cycle était d'ordre pratique : dès le début des années 1960, l'ébauche précoce d'un cycle entier de films lui avait permis de trouver des financements durables pour ses films. Rohmer espérait faire de même après les difficultés qu'il avait rencontrées pour financer son film historique Perceval le Gallois (1978) et son résultat commercial décevant.
Mais contrairement à son premier cycle, Rohmer n'a pas fixé dès le départ le nombre de films et leurs thèmes. Il se contenta de déclarer vaguement : « L'unité thématique, si tant est qu'elle existe, ne sera pas donnée d'avance, mais découverte au fil des œuvres, par le spectateur, l'auteur et peut-être même les personnages eux-mêmes ». Déjà sur le plan thématique, Rohmer introduisait donc un élément d'improvisation qui, à la fin du cycle, devait également déterminer la manière de faire de ses films. Ainsi, au début, il n'y avait guère plus que l'idée directrice de commenter ironiquement chaque film par un proverbe, ainsi que le titre Comédies et proverbes, inspiré par Alfred de Musset, Carmontelle et la Comtesse de Ségur, qui rappelait aussi les Comédies et Commentaires de René Clair. Le proverbe de La Femme de l'aviateur, « On ne saurait penser à rien », fait également référence à Musset et à sa pièce de théâtre On ne saurait penser à tout.
Bien que Rohmer ait souligné qu'il voulait rester fidèle à ses origines dans la Nouvelle Vague, il a démarqué le deuxième cycle des Six contes moraux sur le plan thématique et stylistique : « La grande différence avec le précédent est que ce nouvel ensemble ne se réfère plus, par les thèmes et les structures, au roman, mais au théâtre. Alors que les personnages du premier s'appliquaient à narrer leur histoire tout autant qu'à la vivre, ceux du second s'occuperont plutôt à se mettre en scène eux-mêmes ». Ainsi, exit les figures de style du premier cycle, comme le commentaire en voix hors champ des personnages ou le dédoublement entre un langage analytique et une image qui ne cessait de le faire mentir. Au lieu d'intellectuels volubiles, ce sont désormais des jeunes gens, notamment des jeunes femmes, encore en devenir, en quête d'amour et placés dans des situations représentatives de leur vie, qui sont au centre de l'attention, sans que les questions morales n'aient la même importance que dans le premier cycle.

## Production
Rohmer a également emprunté de nouvelles voies dans la production du film. Il a changé presque toute son équipe de tournage, a engagé de jeunes acteurs dont l'apparence et la spontanéité lui importaient plus que l'expérience cinématographique et il a travaillé avec un budget minimal. Il était important pour lui d'être « le plus libre des cinéastes français », suffisamment protégé par les faibles coûts de production pour pouvoir prendre toutes les décisions de manière autonome. De la pellicule 35 mm, qui produit un hyperréalisme trop léché à ses yeux, il est revenu à la pellicule 16 mm de ses premiers films, moins coûteuse et dont le grain sensible correspondait davantage à son esthétique cinématographique. Le tournage autour du parc des Buttes-Chaumont s'est déroulé avec une petite équipe de cinq ou six personnes, qui ne se distinguaient guère des autres visiteurs du parc. Rohmer commente : « L'originalité de La Femme de l'aviateur [...] n'est pas dans la façon de prendre des images à la sauvette, mais de faire de la rue, avec tous ses aléas, le théâtre d'une comédie et d'y évoluer aussi librement que si l'on était en studio ».
L'intrigue s'inspire de quelques textes autobiographiques que Rohmer avait écrits avant de se tourner vers le cinéma dans les années 1940. L'un d'entre eux s'intitule Le Beau mariage, dont l'intrigue est plus proche de La Femme de l'aviateur que du film homonyme suivant, ainsi qu'un autre, Une journée, dont sont tirés certains dialogues. Rohmer a changé le lieu et le moment de l'action, de sorte que le film a été perçu comme contemporain dans les années 1980. Il a modernisé les personnages — par exemple, l'officier absent de l'original est devenu un commandant de bord — et les a adaptés à la personnalité de ses jeunes acteurs. Pour la transposition cinématographique, il s'est inspiré de grands cinéastes du passé. L'atmosphère désuète du parc ainsi que le cadre temporel et spatial limité de l'action, qui renvoient au Kammerspiel de F.W. Murnau, rappellent Marcel Carné. La figure du garçon modeste, remontant son réveil comme un compte à rebours, pris au piège d'un amour impossible et d'un sort ironique, fait également manifestement allusion au Jour se lève (1939) de Carné. De Marcel Pagnol, Rohmer a retenu la continuité temporelle des plans-séquences, longs plans sans coupures perceptibles, qu'il faisait répéter encore et encore jusqu'à ce qu'il soit satisfait du résultat.
Lors de la rétrospective de ses œuvres à la Cinémathèque française de mars à mai 2004, Éric Rohmer déclarait : « L'inspiration vient surtout de ma jeunesse : on me demande souvent comment je peux faire des films sur les jeunes en étant vieux, c'est parce que je me souviens. Des épisodes me reviennent. On m'a dit que dans La Femme de l'aviateur je montrais des relations de couple moderne, pourtant j'ai écrit l'histoire en 1945 et le film a été tourné en 1980. D'autre part, les comédiens (plutôt les comédiennes) m'inspirent souvent. »
Initialement, le film aurait dû être tourné au Bois de Boulogne. Rohmer explique le choix final des Buttes Chaumont par le relief du lieu :  « Si j'ai finalement choisi les Buttes-Chaumont, c'est à cause de la dénivellation, pour avoir une mise en scène « en hauteur ». »
Le film se termine par la chanson Paris m'a séduit, dont Rohmer a lui-même écrit les paroles et la musique. Le réalisateur, qui refusait habituellement les musiques de fond, a intégré la chanson à l'action en utilisant une technique empruntée à Fenêtre sur cour (1954) d'Alfred Hitchcock : Dans certaines scènes, les acteurs chantent ou sifflent de petits extraits de la chanson, pour qu'elle fasse en quelque sorte partie de leur univers. Ce n'est qu'au générique de fin que la chanson est interprétée dans son intégralité. La chanteuse était Arielle Dombasle, que Rohmer avait découverte pour Perceval le Gallois et qui a également tenu un rôle important dans deux films ultérieurs du cycle : Le Beau mariage et Pauline à la plage. À la déception de François dans la dernière scène, Rohmer oppose la magie de la ville de Paris, une ville qui séduit autant les jeunes gens du film que lui, le cinéaste, et ses spectateurs. La chanson exprime aussi l'une des expériences fondamentales de l'œuvre de Rohmer : le merveilleux qui se manifeste dans le quotidien, dans la vie de tous les jours de personnages désespérément ordinaires empêtrés dans des malentendus sentimentaux et des problèmes de communications, qui ont la sensation de n'être rien et qui pourtant ressentent le sublime : « Je ne compte pas plus qu’un pavé de la rue,/ Qu'une feuille de platane volant dans l’avenue,/ Qui va dégringoler sur les marches du métro,/ Au lieu de s’élancer vers le soleil là-haut… ».

### Attribution des rôles
Ce film sera le dernier de la jeune carrière de Philippe Marlaud : à seulement 22 ans, il meurt quelques mois après le tournage dans un banal mais tragique accident de camping, sa tente ayant accidentellement pris feu au milieu de la nuit.
Anne-Laure Meury a la particularité d'apparaître à la fois dans le premier et le dernier film des Comédies et proverbes. On la retrouve en effet dans L'Ami de mon amie (1987), qui clôture le cycle de Rohmer.
Fabrice Luchini avait à l'origine un second rôle dans le film mais n'y apparaît finalement qu'une seconde, sa scène ayant été coupée au montage. Il aura en revanche, quatre ans plus tard, un des rôles principaux dans Les Nuits de la pleine lune, qui reste un des grands succès de Rohmer en termes d'entrée.

## Exploitation
La Femme de l'aviateur est projeté pour la première fois le 4 mars 1981, une date que les Cahiers du cinéma ont rétrospectivement incluse dans une liste de 100 journées qui ont marqué le cinéma français. Le film a cependant été un échec commercial. Les biographes de Rohmer, Antoine de Baecque et Noël Herpe, ont parlé de seulement 11 000 billets vendus, Derek Schilling a listé près de 111 000 entrées en France. Dans tous les cas, le film est resté encore une fois en deçà des chiffres de fréquentation de Perceval le Gallois, qui avait déjà été un échec en salles. Cela s'explique notamment par le fait que Rohmer s'était mis en tête de ne faire distribuer le film que dans un petit nombre de salles, sans publicité. Un changement de dernière minute du titre du film — initialement Un jour exceptionnel, mais changé car jugé trop proche d'Une journée particulière d'Ettore Scola, sorti en 1977 — s'est également révélé défavorable à l'intérêt du public. Finalement, le vieux compagnon de Rohmer, François Truffaut, dut intervenir et ajouter 1 million de francs au budget pour l'équilibrer.

### Accueil critique
La critique française a bien accueilli le film. Dans Les Inrocks, Vincent Ostria estime que « Seul le cinéma français a troussé des comédies sentimentales à deux sous avec une telle élégance. L’intrigue, car Rohmer est le roi des intrigues, n’est qu’un prétexte, tout entier contenu dans le titre, pur leurre et moteur d’un quiproquo. ». Tandis que d'après Jérémie Crouston dans Télérama : « Pour Éric Rohmer, davantage sur les traces de Marcel Carné que par fidélité au cahier des charges de la Nouvelle Vague, Paris est un studio à ciel ouvert. Il y installe ses personnages comme sur un plateau de théâtre. L’artifice des dialogues et des situations vient en permanence contrebalancer l’aspect docum=entaire des décors naturels. ». En revanche, François Forestier s'est dit consterné dans l'émission de radio Le Masque et la Plume d'un tel débit de banalités autour d'un croque-monsieur. François Truffaut écrivit à Rohmer : « Votre film est étonnant de modestie et de réalité. Désormais, je ne pourrai plus opposer cinéma-vérité et cinéma-mensonge car vous avez compliqué le jeu, vous l'avez considérablement raffiné. Encore un pari gagné ! ».
En Italie, Il Mereghetti juge que le film a « Un ton plus comique et un naturalisme plus prononcé...Si la confrontation finale entre François et Anne est un peu verbeuse, la traque avec la petite fille curieuse et la fin moqueuse sont parmi les choses les plus heureuses de toute l'œuvre de Rohmer ». En Allemagne, le Lexikon des internationalen Films écrit que « Le film de Rohmer est un jeu de méli-mélo sur les sentiments et les relations, qui se nourrit de conversations et de visages et dont l'ambiance joyeuse et mélancolique se communique intensément au spectateur ».
Aux États-Unis, Roger Ebert a trouvé dans La Femme de l'aviateur, comme dans les films précédents, des tranches de vie observée avec précision par Rohmer et des leçons sur la nature humaine, mais aussi un esprit tranquille et une attitude envers les personnages qu'il a qualifiée d'« anthropologie affectueuse ». Janet Maslin a écrit dans le New York Times que les thèmes philosophiques et moraux des œuvres précédentes de Rohmer manquaient à ce film. Au lieu de cela, ses personnages se définissaient désormais de manière pragmatique et s'exprimaient en termes simples. « La simplicité trompeuse de la technique actuelle du réalisateur prive le film d'une perspective plus large ».
En Allemagne de l'Ouest, le site Filmdienst estime que « Le film de Rohmer est un joyeux méli-mélo autour des sentiments et des relations, un jeu vivant jalonné de conversations et de visages, dont l'ambiance joyeuse et mélancolique se communique intensément au spectateur ». Michael Fischer écrit dans le Spiegel « Plein de coïncidences, dans lesquelles il n'y a rien d'effrayant, comme trop souvent au cinéma, mais seulement de fugitif, d'éphémère, donc de précieux. Rohmer a raconté ces rencontres fortuites avec poésie et une douce ironie ». Benjamin Henrichs a tiré la conclusion suivante dans Die Zeit : « Un film d'amour, le plus beau depuis longtemps ».

### Distinction
- Festival de San Sebastián 1981 : prix de la critique internationale FIPRESCI.